# Лейквью (Монтана)
Лейквью (англ. Lakeview) — невключённая община в округе Биверхед, штат Монтана, Соединённые Штаты Америки.

## Общие сведения
Лейквью лежит вдоль дороги Southside Centennial road примерно на полпути между Лаймой на западе и Уэст-Йеллоустоном на востоке.